# Rebecca Kilgore
Rebecca 'Becky' Kilgore (Waltham (Massachusetts), 24 september 1948) is een Amerikaanse jazzzangeres.

## Biografie
Rebecca Kilgore wijdde zich vooral aan het klassieke liedrepertoire van het Great American Songbook, dat in de jaren 1930 en 1940 van de vorige eeuw populair was.
Ze begon pas in de jaren 1980 met zingen en werkt sinds het midden van de jaren 1990 samen met pianist Dave Frishberg bij haar opnamen en optredens, voornamelijk in haar residentie in Portland (Oregon). Gastmuzikanten op haar opnamen, voornamelijk bij Arbors Records, waren Bucky Pizzarelli, Michael Moore, Scott Robinson, Keith Ingham, Joe Wilder en Ken Peplowski. In 2000 nam ze een eerbetoon op aan de zangeres Maxine Sullivan (Harlem Butterfly). Ze werkte ook met haar groep BED ("Becky", Eddie Erickson (gitaar/banjo/zang) en Dan Barrett (trombone)). In Europa heeft ze opgetreden met Lino Patruno en met de Echoes of Swing (ook gedocumenteerd op albums). Ze heeft regelmatig uitzendingen op de National Public Radio (Fresh Air) en trad op in de Carnegie Hall in New York.

## Discografie
- 1994: I Saw Stars (Arbors, met Bucky Pizzarelli, David Frishberg, Dan Barrett)
- 1995: Not a Care in the World (Arbors)
- 1998: Rebecca Kilgore (Jump, met Don Barrett, Keith Ingham)
- 1997: The Starlit Hour (Arbors, met David Frishberg)
- 2000: Harlem Butterfly (Audiophile, met Bobby Gordon, Chris Dawson, Hal Smith)
- 2001: Rebecca Kilgore with the Keith Ingham Sextet (Jump, met Joe Wilder en Ken Peplowski)
- 2012: Rebecca Kilgore, Harry Allen Quartet: Some Like It Hot: The Music of Marilyn Monroe (Swingbros Co.)
- 2016: Moonshadow Dance (Cherrie Pie)
- 2019: Echoes of Swing & Rebecca Kilgore: Winter Days at Schloss Elmau (Act, met Colin T. Dawson, Chris Hopkins, Bernd Lhotzky, Henning Gailing, Oliver Mewes en Rolf Marx)
- 2020: Together Live (Heavywood), met Andy Brown